# Erlangen (Schiff, 1889)
Die Erlangen der Deutsch-Australische Dampfschiffs-Gesellschaft (DADG) in Hamburg gehörte zu den sieben Schiffen, die 1889 als Erstausstattung der Reederei beschafft wurden. Die von sechs Werften gelieferten Schiffe hatten geringe Unterschiede und sollten nach Australien bei einer Tragfähigkeit von 3.500 tdw auch etwa 200 Auswanderer transportieren können. Die bei Blohm & Voss gebaute Erlangen gehörte zu den drei in Deutschland gefertigten Schiffen der Erstbestellung.
1894 lief die auf der Heimreise befindliche Erlangen  bei den Malediven auf und konnte nicht abgebracht werden. Es war der erste Verlust eines Schiffes der DADG.

## Geschichte
Nachdem die Reederei Rob. M. Sloman 1886 ihren Dienst nach Australien einstellte, planten zwei Gruppen in Hamburg, einen Australien-Direktdienst einzurichten. 1888 schlossen sie sich zusammen und gründeten die Deutsch-Australische Dampfschiffs-Gesellschaft (DADG). Da erhebliche Mittel zur Verfügung standen, konnten sieben neue Dampfer bei deutschen und englischen Werften mit 3.500 Tonnen Tragfähigkeit (tdw) für einen Liniendienst mit monatlichen Abfahrten bestellt werden. Die Schiffe sollten 10 Knoten laufen und Platz für 200 Zwischendeckspassagiere, vorwiegend Auswanderer, bieten. Leider verzögerte sich die Auslieferung der neuen Schiffe, die ab dem 15. Mai 1889 monatlich ab Hamburg nach Australien laufen sollten.
Erst am 24. Juli 1889 erfolgte die erste Abfahrt eines Schiffes der DADG ab Hamburg über Antwerpen durch das Mittelmeer und den Sueskanal nach Sydney und Melbourne mit der von Armstrong zuerst gelieferten Elberfeld. Diese erlitt auf der Jungfernfahrt zwei Schraubenschäden und erreichte ihr Ziel erst mit 40 Tagen Verspätung. Auch die weiteren Schiffen wurden nicht alle zeitgerecht fertig, so dass erst zum Ende des Jahres 1889 monatliche Abfahrten sichergestellt werden konnten.

### Die Einsätze derErlangen
Die von Blohm & Voss gebaute Erlangen wurde als drittes Schiff der Serie am 12. Oktober 1889 ausgeliefert. Wie die anderen Schiffe war sie knapp 100 m lang, hatte eine Tragfähigkeit von über 3.500 tdw, Platz für 198 Zwischendeckspassagiere und zwei Masten und einen Schornstein. Die Zwischendeckseinrichtung wurde für die Rückreise abgebaut und weggestaut, um mehr Laderaum zu haben. Der Antrieb erfolgte durch eine Dreifach-Expansionsmaschine, für die zwei Zylinderkessel der nötigen Dampf produzierten und eine Dienstgeschwindigkeit von 10 Knoten ermöglichten. Die beiden Masten verfügten über eine Schoner-Hilfsbeseglung.
Am 17. Oktober 1899 verließ sie unter Kapitän Emil Ohnsorg Hamburg zu ihrer Jungfernreise nach Australien. In Antwerpen übernahm sie weitere Ladung vom 19. bis 23. Oktober und lief dann mit 150 Fahrgästen durch den Suez-Kanal bis Adelaide, wo sie am 8. Dezember eintraf. Am 19. erreichte sie Sydney.
Am 6. Januar 1890 begann ihre Rückreise nach Hamburg, wo sie am 7. März eintraf.
Die folgende Reise wurde am 2. April begonnen. Mit über 100 Passagieren und 4.000 Tonnen Ladung erreichte die Erlangen Anfang Juni 1890 Australien. Die dritte Rundreise begann Anfang September in Hamburg und führte auf der Hinreise über Patras, wo 700 Tonnen Trockenfrüchte (Rosinen, Feigen und Beeren) zugeladen wurden. Auch in Port Said, wo der Kohlenvorrat ergänzt wurde, kamen weitere 100 Tonnen Trockenfrüchte an Bord, die wegen des bevorstehenden Weihnachtsfestes in Australien guten Absatz finden würden. Ende November erreichte das Schiff mit 97 Fahrgästen Australien.
Auf der Rückfahrt lief die Erlangen nach Queensland und durch die Torres-Straße nach Niederländisch-Indien und Singapur. Hinweise der Schiffsführung führten zu Überprüfung durch das Vermessungsschiff Paluma. In diesem Winter setzte die DADG auch erstmals mit der Baumwall ein Charterschiff ein. Das Schiff gehörte der Hamburger Dampfschiff-Rhederei „Hansa“, die wie die DADG wesentlich von Carl Laeisz beeinflusst wurde und deren Kanadadienst im Winter eingestellt war. Auch wurde mit der Stassfurt ein weiteres Schiff bestellt, das um 500 t vergrößert war und so die vorhandenen Frachtmöglichkeiten besser ausnutzen würde und zusätzlich die Möglichkeit eröffnete, künftig die Abfahrten zu verdichten.
Nach ihrer Rückkehr nach Hamburg erfolgte am 2. April 1891 die vierte Ausreise der Erlangen nach Australien, die von gutem Wetter begünstigt wurde. Lediglich die Durchfahrt durch den Suezkanal war durch einen neunstündigen Sandsturm behindert. Ein Passagier starb an Bord im Mittelmeer, aber die übrigen 77 hatte eine sehr angenehme Reise und verließen das Schiff in Melbourne (37) und Sydney, das am 7. Juni erreicht wurde. Schon elf Tage später trat das Schiff unter seinem ersten Kapitän E. Ohnsorg wieder die Rückreise nach Hamburg über Singapur an.
Die folgende fünfte Rundreise ähnelte der dritten, da auf der am 25. September begonnenen Fahrt wieder in Patras und Port Said Trockenfrüchte übernommen wurden. Nach einem schweren Sturm in der Biskaya entging das Schiff im Indischen Ozean knapp einem Hurrikan und lief anschließend zur Kohlenergänzung Colombo an. 101 Fahrgäste fuhren auf dieser Reise von Europa nach Adelaide (13), Melbourne (35) und Sydney (53), wo die Erlangen Anfang Dezember eintraf.
Die beiden Reisen des Jahres 1892 brachten weitere Änderungen. Die erste Ausreise der Erlangen endete beinah in einer Katastrophe, als die Erlangen auslaufend auf der Schelde vom deutschen Dampfer Remus gerammt wurde. Sie erlitt einen schweren Schaden am Achterschiff in Höhe der Wasserlinie und Kapitän Ohnsorg lief darauf Vlissingen zur Reparatur an. Am 10. April konnte sie ihre Reise fortsetzen und lief jetzt durch den Südatlantik und durch die Roaring Forties bis nach Adelaide.
Seit 1891 wurde der Sueskanal aus Kostengründen weniger genutzt, da bei einer Fahrt um Südafrika herum 15.000 Mark gespart wurden. Am 5. Juni 1892 lief die Erlangen in Sydney ein. Am 11. Juni wurde die Rückreise angetreten mit einer Ladung verschiedener Erze für London, Antwerpen und Hamburg sowie 3.000 t Kohlen für Singapur, wo die Heimladung dann ergänzt werden sollte. Die zweite Ausreise des Jahres erfolgte am 15. September aus Hamburg über Antwerpen sowie Dartmouth wegen einer medizinischen Überprüfung mit 2.800 Tonnen Ladung ohne Passagiere wieder um das Kap der Guten Hoffnung. Die Cholera-Epidemie in Hamburg war die Ursache ohne Passagiere und nicht durch das Mittelmeer zu laufen, da die Quarantänebestimmungen sonst die Fahrt erheblich verzögert hätten.
Am 17. Dezember verließ die drei Wochen zuvor eingetroffene Erlangen kurz nach dem Schwesterschiff Essen wieder Sydney mit einer Ladung Wolle, die in Melbourne noch ergänzt wurde. Die Erlangen überholte auf der Rückreise die Essen und traf zwei Tage vor ihr in Hamburg ein.
Weiterhin unter Kapitän Ohnsorg verließ die Erlangen Antwerpen am 5. März 1893 mit 36 Passagieren und erreichte Adelaide am 21. April. Günstige Winde ermöglichten ein neues Rekordetmal von 310 sm. Am 1. Mai traf das Schiff dann in Sydney ein. Die am 10. Mai begonnene Rückreise erfolgte über Queensland und Singapur. Im Juli lief das Schiff mit Antriebsproblemen Colombo an. Um Reparaturen an der Schraube vornehmen zu können, musste ein Großteil der Ladung des hinteren Laderaum zeitweilig entladen werden.
Nach dieser Reise übernahm Kapitän Max Hahn die Erlangen, der zuvor 1. Offizier auf der Stassfurt unter Kapitän Orgel gewesen war. Die Reise begann am 4. November 1893 in Hamburg und das Schiff verließ am 11. Antwerpen mit 28 Passagieren und 2.800 Tonnen Ladung an Bord. Über Adelaide und Melbourne wurde Sydney am 12. Januar 1894 erreicht. Am 26. Januar begann das Schiff die Rückreise nach Hamburg.

### Verlust derErlangen
Am 21. April 1894 verließ die Erlangen Hamburg und lief über Antwerpen, Las Palmas de Gran Canaria (7. Mai) und Port Elizabeth (29. Mai) nach Australien, wo sie Ende Juni in Sydney eintraf. Australien wurde am 9. Juli wieder verlassen, um über Singapur, wo über 2.000 t Kohlen entladen und durch neue Ladung ersetzt wurden, nach Hamburg zurückzukehren. Am 20. August 1894 strandete die Erlangen auf der Heimreise beim Gahaafaru-Atoll der Malediven (4° 44′ 10″ N, 73° 29′ 55″ O). Zwar konnten große Teile der Ladung aus dem schwer beschädigten Schiff geborgen werden, aber große Teile waren durch den Wassereinbruch im Schiff auch beschädigt. Menschenleben hatte der erste Totalverlust der DADG anscheinend nicht gefordert.
Den Transport von Auswanderern gab die DADG 1894 auf. Die Zahlen der Auswanderer nach Australien waren seit 1891 auch stark rückläufig und die geringe Auslastung der Schiffe machte den Einsatz unwirtschaftlich. Bei möglichen 200 Fahrgästen kamen die Schiffe 1890 auf eine durchschnittliche Belegung von 91 Personen, die 1892 nur noch 54 betrug. Die Erlangen war wegen schneller Reisen ein geschätzter Dampfer gewesen.

Als Ersatz für die Erlangen wurde am 14. September 1894 der Dampfer Pickhuben der befreundeten Dampfschiff-Rhederei „Hansa“ als ein reiner Frachter eingesetzt. Ein Ersatzbau wurde bei der Flensburger Schiffbau-Gesellschaft in Auftrag gegeben, der 6.000 Tonnen Tragfähigkeit erhalten sollte und 1895 als Flensburg in Dienst kam. Eine zweite Erlangen brachte die DADG nicht in Fahrt.

## Schicksal der Auswanderer-Schiffe der DADG
| Stapellauf in Dienst  | Name       | Tonnage   | Werft                        | Schicksal |
| --------------------- | ---------- | --------- | ---------------------------- | --- |
| 28.05.1889 24.06.1889 | Elberfeld  | 2.709 BRT | Armstrong Bau-Nr. 551        | 24. Juli 1889 Jungfernfahrt nach Australien, 22. Februar 1894 Verkauf an die Hapag: Hercyna, 1905 Verkauf an Russland: Lachta, 1918 bis 1922 Finnland, dann Sowjetunion, 1935 Abbruch      |
| 13.07.1889 10.09.1889 | Essen      | 2.985 BRT | FSG Bau-Nr. 106              | 19. Juli 1907 Verkauf an de Freitas: Austria, 29. November 1911 an DLL, April 1919 ausgeliefert an Großbritannien, 1924 Abbruch                                                            |
| 08.1889 19.10.1889    | Solingen   | 2.886 BRT | Reiherstiegwerft Bau-Nr. 373 | am 4. November 1904 vor Deutsch-Südwestafrika gestrandet und verloren |
| 23.09.1889 6.11.1889  | Barmen     | 2.711 BRT | Armstrong Bau-Nr. 552        | 17. Mai 1894 Verkauf an die Hapag: Bolivia, August 1918 Verkauf an Bugsier: Schwinge, April 1919 ausgeliefert an Großbritannien, 1921 zurück an Bugsier: Ems, 1924 Abbruch                 |
| 11.1889 6.12.1889     | Chemnitz   | 2.791 BRT | Stephen Bau-Nr. 352          | Juni 1906 Verkauf nach Chile an Lihn & Co, dann Enrique Lihn, 1911 Abbruch |
| 09.1889 18.12.1889    | Sommerfeld | 2.660 BRT | Connell Bau-Nr. 161          | 18. Juni 1906 Verkauf an de Freitas: Roma, 4. März 1911 an DLL, April 1919 ausgeliefert an Großbritannien, 1921 Rückkauf durch Emil R. Retzlaff: Erda, Januar 1931 aufgelegt, 1933 Abbruch |
| 24.10.1891 20.11.1891 | Stassfurt  | 3.342 BRT | Blohm & Voss Bau-Nr. 85      | 9. Februar 1906 Verkauf an DLL: Chios, 21. Dezember 1911 in der Biskaya gesunken |